# Matt Langridge

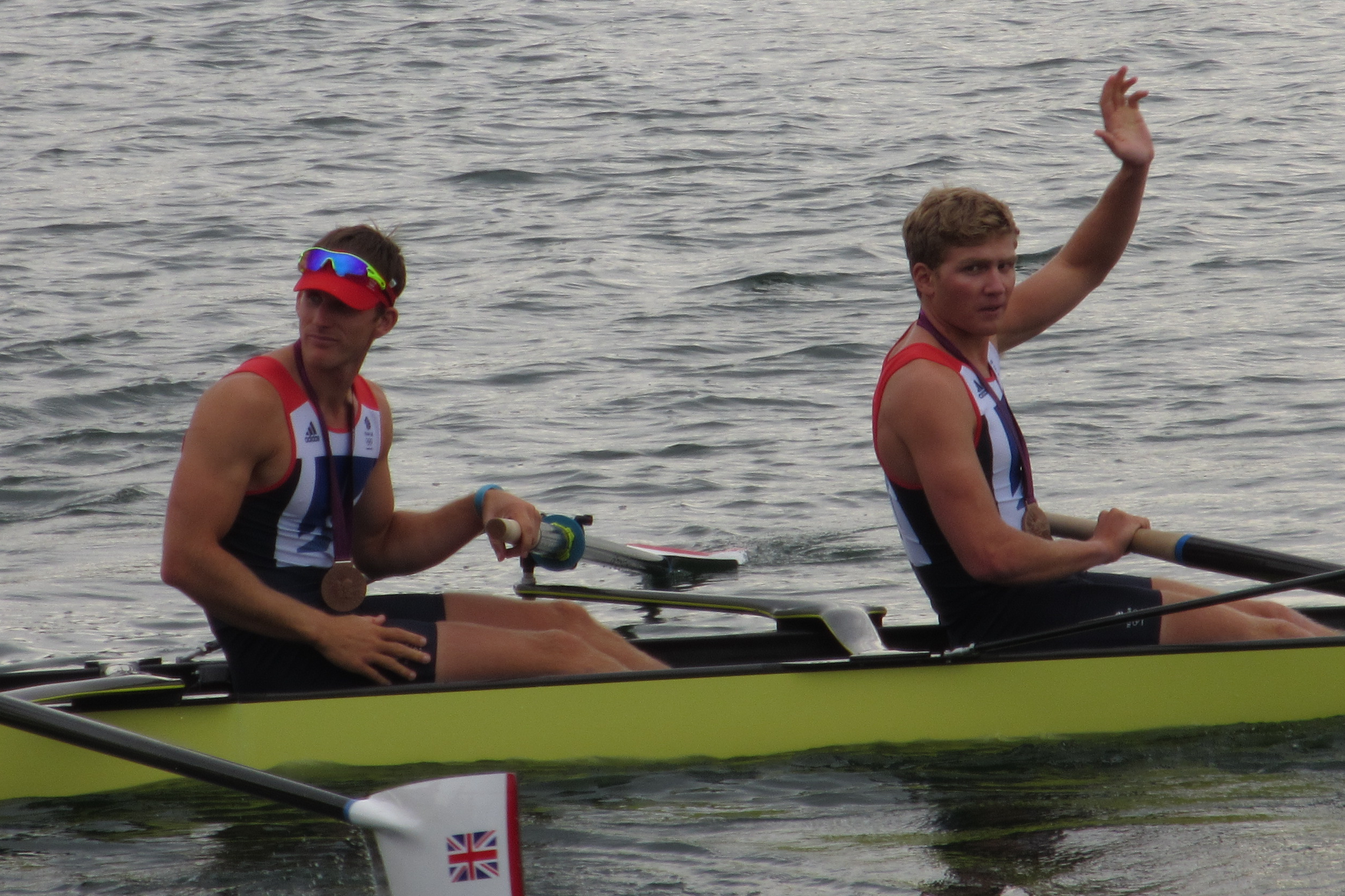
Matt Langridge links nach dem Rennen, während Olympia 2012

Matthew Keir „Matt“ Langridge, MBE (* 20. Mai 1983 in Crewe) ist ein ehemaliger britischer Ruderer und Olympiasieger.

## Karriere
Langridge war 2001 Juniorenweltmeister im Einer. 2003 erreichte er mit dem britischen Doppelvierer das B-Finale bei den Weltmeisterschaften. 2004 wechselte er zusammen mit Matthew Wells in den Doppelzweier und erreichte beim Weltcup in Posen den dritten Platz, bei den Olympischen Spielen 2004 kamen die beiden nicht ins A-Finale und platzierten sich am Ende als Achte. 2005 waren beide wieder im Doppelvierer, nach drei A-Finalplatzierungen im Weltcup belegte das Boot bei den Weltmeisterschaften den siebten Platz.
2006 wechselte Langridge von den Skullbooten zum Riemenrudern und ruderte im britischen Achter, der bei den Weltmeisterschaften den fünften Platz erreichte. 2007 bildete Langridge zusammen mit Colin Smith einen Zweier ohne Steuermann, das Boot gewann die Weltcupregatta in Linz. Bei der zweiten Weltcupregatta in Amsterdam gewannen die beiden mit dem Achter, in Luzern belegten sie im Zweier den elften Platz. Bei den Weltmeisterschaften in München gewannen Smith und Langridge die Bronzemedaille hinter den Booten aus Australien und Neuseeland. 2008 wechselten die beiden Briten wieder in den Achter, der im Weltcup mit je einem ersten, zweiten und dritten Platz dreimal das Siegerpodest erreichte; bei den Olympischen Spielen in Peking gewann der britische Achter die Silbermedaille hinter dem kanadischen Boot.
2009 wechselte Langridge in den Vierer ohne Steuermann, der mit drei Ruderern aus dem 2008er Achter zwei Weltcupregatten und das Finale bei den Weltmeisterschaften gewann. Auch 2010 gewann die Crew zwei Weltcupregatten und belegte bei der dritten Regatta den dritten Platz, bei den Weltmeisterschaften kam das Boot allerdings nur auf den vierten Platz. 2011 erreichte der Vierer erneut zwei Weltcupsiege und gewann den Weltmeistertitel in Bled. Für die Olympischen Spiele 2012 in London kehrte Langridge in den britischen Achter zurück, mit dem er die Bronzemedaille gewann. Nach einer wenig erfolgreichen Saison im Doppelzweier 2013 bildete Langridge 2014 einen Zweier ohne Steuermann mit James Foad. Die beiden erhielten die Silbermedaille bei den Weltmeisterschaften 2014 und gewannen den Titel bei den Europameisterschaften 2015. Bei den Weltmeisterschaften 2015 gewannen die beiden wie im Vorjahr Silber hinter den beiden Neuseeländern. Zum Saisonauftakt 2016 belegte Langridge mit dem britischen Achter hinter Deutschen und Russen den dritten Platz bei den Europameisterschaften in Brandenburg an der Havel. Im Finale der Olympischen Spiele 2016 gelang den Briten wie bei den drei Weltmeisterschaften seit 2013 ein Sieg vor dem Deutschland-Achter.
Der 1,95 Meter große Matt Langridge rudert für den Leander Club.

## Endkampfplatzierungen
(OS = Olympische Spiele; WM = Weltmeisterschaften; EM = Europameisterschaften)
- WM 2006: 5. Platz im Achter (Toby Garbett, Tom Solesbury, Jonathan Devlin, Richard Egington, Josh West, Kieran West, Matt Langridge, Tom Stallard und Steuermann Acer Nethercott)
- WM 2007: 3. Platz im Zweier ohne Steuermann (Colin Smith und Matt Langridge)
- OS 2008: 2. Platz im Achter (Alex Partridge, Tom Stallard, Tom Lucy, Richard Egington, Josh West, Matt Langridge, Alastair Heathcote, Colin Smith und Steuermann Acer Nethercott)
- WM 2009: 1. Platz im Vierer ohne (Alex Partridge, Richard Egington, Alex Gregory und Matt Langridge)
- WM 2010: 4. Platz im Vierer ohne (Alex Partridge, Richard Egington, Alex Gregory und Matt Langridge)
- WM 2011: 1. Platz im Vierer ohne (Matt Langridge, Richard Egington, Tom James und James Gregory)
- OS 2012: 3. Platz im Achter (Alex Partridge, James Foad, Tom Ransley, Richard Egington, Mohamed Sbihi, Greg Searle, Matt Langridge, Constantine Louloudis und Steuermann Phelan Hill)
- WM 2014: 2. Platz im Zweier ohne Steuermann (James Foad, Matt Langridge)
- EM 2015: 1. Platz im Zweier ohne Steuermann (James Foad, Matt Langridge)
- WM 2015: 2. Platz im Zweier ohne Steuermann (James Foad, Matt Langridge)
- EM 2016: 3. Platz im Achter (Matthew Gotrel, Scott Durant, Tom Ransley, Paul Bennett, Peter Reed, Andrew Triggs Hodge, Matt Langridge, William Satch und Steuermann Phelan Hill)
- OS 2016: 1. Platz im Achter (Scott Durant, Tom Ransley, Andrew Triggs Hodge, Matthew Gotrel, Peter Reed, Paul Bennett, Matt Langridge, William Satch und Steuermann Phelan Hill)